# 基本解
数学の分野において、線型偏微分作用素に対する基本解（きほんかい、英: fundamental solution）とは、旧来よりグリーン関数と呼ばれている概念の、シュワルツ超函数論を用いた定式化である。ディラックのデルタ関数 δ(x) を用いて、作用素 L に対する基本解 F は非斉次方程式
LF = δ(x)
の解と定められる。ここで F は、特に理由が無ければシュワルツ超函数（弱い意味での解）として存在すればよい（真の解であることまでは要求されない）。
この概念は、二次元および三次元のラプラシアンに対して長く知られたものであった。任意の次元のラプラシアンに対しては、リース・マルツェルによって調べられた。定数係数の任意の作用素に対する基本解の存在は、ベルナール・マルグランジュとレオン・エーレンプライスによって示された。これは右辺を任意にとった方程式を解くうえで、畳み込みを用いる方法が直接的に結び付く、最も重要なケースであった。

## 例
微分作用素 L を
{\displaystyle L={\frac {\partial ^{2}}{\partial x^{2}}}}
として、微分方程式 Lf = sin(x) を考える。この基本解は LF = δ(x), つまり
{\displaystyle {\frac {\partial ^{2}}{\partial x^{2}}}F(x)=\delta (x)}
を解くことによって得られる。ヘヴィサイド函数 H に対して
{\displaystyle {\frac {\partial }{\partial x}}H(x)=\delta (x)}
が成立することはよく知られているから、両辺を積分して
{\displaystyle {\frac {\partial }{\partial x}}F(x)=H(x)+C}
となる（ここで C は積分定数である）。便宜的に、ここでは C = − 1/2 ととる。
{\displaystyle {\frac {\partial }{\partial x}}F(x)} を積分して、新たな積分定数をゼロとすることで、
{\displaystyle F(x)=xH(x)-{\frac {1}{2}}x={\frac {1}{2}}|x|}
が得られる。

## 動機付け
基本解が得られれば、元の方程式の求める解を見つけることは簡単である。実際、その方法は畳み込みを用いることで達成される。
基本解はまた、境界要素法による偏微分方程式の数値解においても重要な役割を担う。

### 留意すべきこと
上で述べた作用素 L と微分方程式
{\displaystyle {\frac {\partial ^{2}}{\partial x^{2}}}f(x)=\sin(x)}
を考える。この右辺 {\displaystyle \sin(x)} と基本解 {\displaystyle F(x)={\frac {1}{2}}|x|} の畳み込み
{\displaystyle f(x)=\int _{-\infty }^{\infty }{\frac {1}{2}}|x-y|\sin(y)dy}
がこの方程式の解をあたえる。ここからわかることは、十分な正則性（例えば、コンパクトな台の存在や {\displaystyle L^{1}}-可積分性）を持たない函数も解として扱う場合にはいくらか注意を要するということである。実際、この方程式の（正則な）解として {\displaystyle f(x)=-\sin(x)} を考えたほうが自然であるし、また上述の積分はすべての x に対して発散してしまう。にもかかわらず、f を表すこの二つの式は、シュヴァルツ超函数としては同じもなのである。

### きれいに求まる例
{\displaystyle {\frac {\partial ^{2}}{\partial x^{2}}}f(x)=I(x)}
を考える。ただし I は単位閉区間 [0,1] の特性（指示）函数とする。この場合、F(x) = |x|/2 に対する畳み込み I ∗ F が解であること（すなわち、二階導関数が I に等しくなること）は直ちに確かめられる。

### 畳み込みで解が求まること
二つの函数 F と g との畳み込みを F ∗ g と書くことにして、Lf = g(x) の解を求めんとするとき、基本解 F に対して F ∗ g がその方程式の解であること、すなわち
L(F ∗ g) = g(x)
であることを見よう。
微分作用素 L を上記の畳み込み F ∗ g に施すとき、L が定数係数作用素であるとすれば
L(F ∗ g)=(LF) ∗ g
が成立することが知られている。F が基本解ならばこの右辺は δ ∗ g ということになるが、デルタ関数は畳み込みに関する単位元だから、これは単に g(x) である。まとめると、
{\displaystyle L(F*g)=(LF)*g=\delta (x)*g(x)=\int _{-\infty }^{\infty }\delta (x-y)g(y)dy=g(x).}
したがって、F が基本解であるならば、畳み込み F ∗ g は Lf = g(x) の一つの解を与える。これはこの解が唯一つの解であることは意味しない。異なる初期条件に対していくつかの解が見つかることもある。

## いくつかの偏微分方程式の基本解

### ラプラス方程式
ラプラス方程式
{\displaystyle [-\nabla ^{2}]\Phi (\mathbf {x} ,\mathbf {x} ')=\delta (\mathbf {x} -\mathbf {x} ')}
に対し、二次元および三次元の基本解はそれぞれ次のように与えられる。
{\displaystyle \Phi _{2D}(\mathbf {x} ,\mathbf {x} ')=-{\frac {1}{2\pi }}\ln |\mathbf {x} -\mathbf {x} '|,\quad \Phi _{3D}(\mathbf {x} ,\mathbf {x} ')={\frac {1}{4\pi |\mathbf {x} -\mathbf {x} '|}}}

### 遮蔽されたポアソン方程式
パラメータ k が実数で、基本解が修正されたベッセル函数であるような、静電遮蔽された電荷を記述するポアソン方程式（screened Poisson equation）
{\displaystyle [-\nabla ^{2}+k^{2}]\Phi (\mathbf {x} ,\mathbf {x} ')=\delta (\mathbf {x} -\mathbf {x} ')}
に対し、次の二次元および三次元のヘルムホルツ方程式が基本解を持つ。
{\displaystyle \Phi _{2D}(\mathbf {x} ,\mathbf {x} ')={\frac {1}{2\pi }}K_{0}(k|\mathbf {x} -\mathbf {x} '|),\quad \Phi _{3D}(\mathbf {x} ,\mathbf {x} ')={\frac {1}{4\pi |\mathbf {x} -\mathbf {x} '|}}\exp(-k|\mathbf {x} -\mathbf {x} '|)}

### 重調和方程式
重調和方程式
{\displaystyle [-\nabla ^{4}]\Phi (\mathbf {x} ,\mathbf {x} ')=\delta (\mathbf {x} -\mathbf {x} ')}
には、次の基本解が存在する。
{\displaystyle \Phi _{2D}(\mathbf {x} ,\mathbf {x} ')=-{\frac {|\mathbf {x} -\mathbf {x} '|^{2}}{8\pi }}(\ln |\mathbf {x} -\mathbf {x} '|-1),\quad \Phi _{3D}(\mathbf {x} ,\mathbf {x} ')={\frac {|\mathbf {x} -\mathbf {x} '|}{8\pi }}}

## 信号処理
信号処理において、同様の微分方程式の基本解は、あるフィルタのインパルス応答と呼ばれる。